# Survival of the Fastest
Albums de Gama Bomb
The Fatal Mission
(2004) Citizen Brain
(2008)
Survival of the Fastest est le premier album studio du groupe de Thrash metal irlandais Gama Bomb. L'album est sorti en 2006 sous le label Witches Brew.
L'album devait sortir à la base en 2005 en auto production, mais n'a jamais été mis en vente. Il s'agit donc en quelque sorte d'une ré-édition, les deux dernières pistes de la liste des titres ont été ajoutés par rapport à la version d'origine de l'album.
Les titres The Survival Option et M.A.D. proviennent du single du groupe intitulé The Fatal Mission, sorti en 2004.

## Musiciens
- Philly Byrne: Chant
- Luke Graham: Guitare
- Domo Dixon: Guitare
- Joe McGuigan: Basse
- Paul Caffrey: Batterie

## Liste des morceaux
1. Zombie Creeping Flesh
2. Steel Teeth (The Metal Jaw)
3. Zombie Kommand
4. Atomizer
5. Fortified Zone
6. Racists!
7. Scientists?
8. Hell Trucker
9. Nuke The Skeets
10. Skellington Crew
11. Bullet Belt
12. The Survival Option
13. M.A.D.